# لیودویناواس
لیودویناواس (به لاتین: Liudvinavas) یک شهرک در لیتوانی است که در شهرستان ماریامپوله واقع شده‌است. لیودویناواس ۹۶۶ نفر جمعیت دارد.